# Гладене на гърди
Гладенето на гърдите (на английски: Breast ironing) е практика използвана в Западна и Централна Афика, главно в Камерун, с цел да се спре или забави развитието на гърдите при подрастващите момичета, и по този начин се избягва от половият акт или сексуален тормоз.
Най-често се използва уплътняване или стесняване на гърдите с горещи предмети. Тази практика може да доведе до усложнения, деформации на гърдите, тъканно увреждане, нарушена лактация и така нататък.